# Jade Johnson
Jade Linsey Johnson (Londra, 7 giugno 1980) è un'ex lunghista britannica.

## Palmarès

### Europei
- 1 medaglia:
  - 1 argento (Monaco di Baviera 2002 nel salto in lungo)

### Giochi del Commonwealth
- 1 medaglia:
  - 1 argento (Manchester 2002 nel salto in lungo)